# La Fugue du Scrameustache
La Fugue du Scrameustache est le sixième album de la série Le Scrameustache de Gos. L'histoire est publiée pour la première fois du no 2058 au no 2077 du journal Spirou, puis en album en 1978.
Il s'agit du premier album dans lequel on retrouve les Galaxiens.
L'histoire à une suite avec Les Galaxiens.

## Personnages
- Khéna
- Le Scrameustache
- Oncle Georges
- Antoine Pascal
- Noëlle Pascal
- Les Galaxiens

## Résumé
Le Scrameustache est fatigué de toujours devoir se cacher et souhaite apparaître au grand jour. Devant le refus de l'oncle Georges, il décide de fuguer. D'étranges extraterrestres viendront en aide.